# Isla Zhojov
Isla Zhójov (en ruso: Остров Жохова; Óstrov Zhójova) es una isla del mar de Siberia Oriental, situada a 128 kilómetros al noreste de la isla de Nueva Siberia, la más oriental de las islas de Nueva Siberia. Zhójov pertenece al grupo conocido como islas De Long. Tiene una superficie de 58 km². El punto más alto de la isla está a 123 m s. n. m. Pertenece a la República de Sajá (Yakutia), una división administrativa de la Federación de Rusia.
El clima es severo y el mar que rodea la isla está cubierto de hielo fijo en invierno e, incluso, en verano.

## Historia
En los tiempos modernos, la isla Zhójov fue descubierta entre 1910-1915 por la expedición hidrográfica rusa del Océano Ártico de Borís Vilkitski en los buques Vaygach y Taimyr. Fue originalmente llamado Isla Novopáshenny, pero posteriormente fue renombrado en honor de Alekséi Zhójov, miembro de la expedición.